# كوري كوت
كوري كوت (بالإنجليزية: Corey Cott)‏ مواليد 30 مارس 1990 في كولومبوس، هو ممثل أمريكي بدأ مسيرته الفنية سنة 2012.

## الأعمال

### أفلام
- المتدرب (2015)

### مسلسلات
- القانون والنظام: الوحدة الخاصة للضحايا (2016) (بدور: إليس غريفين)

## روابط خارجية
- كوري كوت على موقع IMDb (الإنجليزية)
- كوري كوت على موقع ألو سيني (الفرنسية)
- كوري كوت على موقع ميوزك برينز (الإنجليزية)
- كوري كوت على موقع قاعدة بيانات برودواي على الإنترنت (الإنجليزية)
- كوري كوت على موقع قاعدة بيانات الفيلم (الإنجليزية)
- كوري كوت على موقع كينوبويسك (الروسية)